# Mary Hamilton
Mary Hamilton (8 maart 1684 - Sint-Petersburg, 14 maart 1719) was een hofdame van Catharina I van Rusland van Schotse afkomst die werd geëxecuteerd wegens Infanticide.

## Biografie
De voorouders van Mary Hamilton waren afkomstig uit Schotland en migreerden naar Rusland tijdens de regering van Ivan IV van Rusland. Ze was waarschijnlijk een dochter van William Hamilton en ze werd onderdeel van hofhouding van Catharina van Rusland in het jaar 1713. Hamilton verkreeg de aandacht van tsaar Peter I van Rusland en werd vervolgens zijn maîtresse.
Toen haar relatie met Peter de Grote op zijn einde liep werd Hamilton verliefd op Ivan Orlov. Hij mishandelde haar en Hamilton zou later verklaren dat ze begon dingen te stelen van de tsarina voor hem. Ze werd ook driemaal zwanger. Ze wist de eerste twee kinderen te aborteren door miskramen. De geboorte van haar derde kind kon ze niet voorkomen en daarop besloot ze de baby te verdrinken. Het is niet bekend wie de vader van deze baby was, zowel Orlov als tsaar Peter worden genoemd als mogelijke vaders. Het babylijkje werd in 1716 in een bijgebouw van het paleis gevonden.
Na een meningsverschil vertelde Orlov de tsaar over zijn relatie met Hamilton en diens miskramen in 1719. Hij liet haar daarop oppakken en liet haar verhoren en martelen. Hamilton bekende haar daden waarop Peter de Grote besloot haar te laten executeren. Op de dag van haar executie verscheen in een zwarte linnen zijde jurk op het schavot. De tsaar beklom naast haar de verhoging en gaf haar daar nog een kus. Hierop knielde ze, deed ze een gebedje en onthoofde de beul haar.